# صفاء الأحمد (صحفية سعودية)
صفاء الأحمد هي صحفيّة ومخرجة أفلام وثائقيّة سعودية. تعملُ على توثيق الأحداث في عددٍ من الدول العربيّة وعلى رأسها السعودية، البحرين، لبنان، اليمن، ليبيا وفلسطين ودول أخرى. بدأت صفاء عملها في مجال صناعة الأفلام الوثائقيّة مُبكرًا، وزادت شهرتها حينما شاركت معَ قناة بي بي سي وفرعها العَربي بي بي سي عربي في تصويرِ وإخراجِ الكثير من الأفلام الوثائقية منذُ 2012 وحتى الآن.

## المسيرة المهنيّة
بدأت صفاء الأحمد تجربتها في تصويرِ وإنتاج الأفلام الوثائقيّة مُبكرًا قبل أن يتعرّف عليها الجمهور العربي عام 2014 حينما صوّرت الفيلم الوثائقي «الحراك السرّي في السعودية» لصالحِ قناة بي بي سي والذي يتحدثُ حولَ الحِراك الذي قادهُ عددٌ من النشطاء المناهضين للحكومة السعودية في المنطقة الشرقية وخاصّة في القطيف في آذار/مارس من عام 2011 وحتى عام 2013. في ذلك الوثائقي؛ سافرت صفاء إلى المنطقة الشرقية قصدَ التصوير دونَ علمِ السلطات السعودية وقد أثارَ الفيلمُ ضجّة وجدلٌا كبيرينِ، حيثُ شنّت بعضٌ من وسائل الإعلام المحليّة في المملكة هجومًا على القناة وعلى مصوّرة الفيلم صفاء، فيما وصفتها وسائل إعلام أخرى «بالرافضيّة» مُعتبرين الفيلم «طائفيًا» و«يتعاطفُ مع المطلوبين أمنيًا».
بحلول عام 2015؛ نجحت صفاء في تصويرِ فيلمٍ وثائقيّ جديدٍ لقناة بي بي سي أيضًا بعنوان «الحوثيون من الجبل إلى السلطة» حيثُ رصدت فيهِ هذه المرّة صعود الحوثيين في اليمن وسيطرتهم على السلطة في صنعاء؛ وكانت صفاء الأحمد قد صوّرت الفيلم في مناطق مختلفة في البلاد بدءًا من العاصِمة صنعاء إلى صعدة في الشمال ومن ثم إلى البيضاء في الجنوب الشرقي. في العام الموالي؛ صوّرت صفاء فيلمها الثالث مع بي بي سي تحتَ عنوان «تعز بين المطرقة والسندان»، حيثُ رصدت فيهِ الوضع الميداني والإنساني في مدينة تعز التي كانت مُحاصرة من قِبل الحوثيين. أثارَ هذا الفيلمُ جدلًا هو الآخر خاصّة بعد تناقل وسائل إعلام تابعة للحوثي وأخرى مواليّة لإيران أخبارًا مفادها أنّ الصحفيّة كشفت في فيلمها هذا عن «التعاون» بين تنظيم القاعدة في جزيرة العرب من جهة، والتحالف العربي بقيادة السعودية من جهة ثانيّة.
معَ بداية عام 2019؛ بثت بي بي سي فيلمًا وثائقيًا جديدًا من تصوير وإخراج صفاء وحمل هذهِ المرة عنوان «خفايا الحرب الأمريكية ضدّ القاعدة في اليمن»، حيثُ تناولت فيهِ المداهمة التي قامت بها القوات الخاصة الأمريكية ضد أهداف للقاعدة جنوبي اليمن، كما تحدثت حولَ «القصف الخاطئ» للقرى والمباني السكنيّة على يدِ التحالف الدولي بقيادة واشنطن.

## قائمة أعمالها
| العنوان                             | تاريخ الإصدار              | القناة        | ملخص | المرجع |
| ----------------------------------- | -------------------------- | ------------- | --- | ------ |
| الحوثيون: من الجبل إلى السلطة       | 10 آذار/مارس 2015          | بي بي سي عربي | يتتبعُ هذا الفيلم الوثائقي قصّة صعود الحوثيين للسلطة في اليمن ومن ثمّ سيطرتهم على صنعاء وما حصل بعدها من أحداث.                 |        |
| الحراك السري في السعودية            | 23 أيّار/مايو 2015          | بي بي سي عربي | يتناول الفيلم قصّة الحراك الذي قادهُ عددٌ من الشباب السعوديين في مدينة القطيف عام 2011 للمطالبة بحقوقهم وتعامل الحكومة معهم     |        |
| تعز بين المطرقة والسندان            | 22 فبراير/شباط 2016        | بي بي سي عربي | يرصد هذا الفيلم الوضع الميداني في تعز والحرب الدائرة بين مختلف الأطراف هناك وتأثيرها المُباشر على المدنيين والسُكّان العُزّل      |        |
| اليمن: وباءُ الحرب                   | 19 سبتمبر 2017             | بي بي سي عربي | يتناول الفيلم بشيء من التفصيل الكارثة الإنسانيّة في اليمن ووباء الكوليرا الذي يحصدُ الأرواح                                    |        |
| الحرب الأمريكية ضدّ القاعدة في اليمن | 22 يناير/كانون الثاني 2019 | بي بي سي عربي | يُحاول الفيلم التحقيق في الهجمات الأمريكيّة على أهدافٍ لتنظيم القاعدة في اليمن وآثار ذلك على المدنيين في المدن والقُرى المستهدفة |        |

## روابط خارجية
- صفاء الأحمد على موقع IMDb (الإنجليزية)